# Wikariat Serino
Wikariat Serino – jeden z 6 wikariatów rzymskokatolickiej diecezji Avellino we Włoszech. 
Według stanu na wrzesień 2017 w skład wikariatu Serino wchodziło 9 parafii rzymskokatolickich. 

## Lista parafii
Źródło:
| Lp. | Miejscowość            | Parafia                                                                       | Grafika | Kościół                                                                                | Adres                    | Proboszcz                 |
| --- | ---------------------- | ----------------------------------------------------------------------------- | ------- | -------------------------------------------------------------------------------------- | ------------------------ | ------------------------- |
| 1   | Serino                 | Parafia św. Antoniego Padewskiego                                             |         | Kościół św. Antoniego Padewskiego w Serino                                             | Via Cap. De Filippis, 52 | b.d.                      |
| 2   | Serino                 | Parafia św. Eustachego, męczennika                                            |         | Kościół św. Eustachego w Serino                                                        | Via Roma                 | Padre Ottavio Galasso OFM |
| 3   | Aiello del Sabato      | Parafia św. Feliksa, męczennika                                               |         | Kościół św. Feliksa w Aiello del Sabato                                                | Via Capocasale           | b.d.                      |
| 4   | Aiello del Sabato      | Parafia Narodzenia Najświętszej Maryi Panny                                   |         | Kościół Narodzenia Najświętszej Maryi Panny w Aiello del Sabato                        | Piazza Garibaldi         | Sac. Salvatore Favati     |
| 5   | San Michele di Serino  | Parafia św. Michała Archanioła                                                |         | Kościół św. Michała Archanioła w San Michele di Serino                                 | Via Cremona, 1           | Sac. Rocco Picardo        |
| 6   | Cesinali               | Parafia św. Sylwestra, papieża                                                |         | Kościół św. Sylwestra w Cesinali                                                       | Via S. Rocco             | b.d.                      |
| 7   | Santo Stefano del Sole | Parafia św. Szczepana, męczennika                                             |         | Kościół św. Szczepana w Santo Stefano del Sole                                         | Piazza del popolo        | Sac. Antonio Stolfa       |
| 8   | Santa Lucia di Serino  | Parafia Świętych Apostołów Piotra i Pawła                                     |         | Katedra Świętych Apostołów Piotra i Pawła w Santa Lucia di Serino                      | Piazza Dante, 1          | Sac. Francesco De Simone  |
| 9   | Serino                 | Parafia Zwiastowania Najświętszej Maryi Panny i Najświętszego Ciała Chrystusa |         | Kościół Zwiastowania Najświętszej Maryi Panny i Najświętszego Ciała Chrystusa w Serino | Fraz. S. Biagio          | b.d.                      |